# مریم (چاراویماق)
مریم یکی از روستاهای استان آذربایجان شرقی است که در دهستان چاراویماق جنوب غربی بخش مرکزی شهرستان چاراویماق واقع شده‌است.این روستا ۴۰ خانوار جمعیت دارد.